# Chapelle de la Colombière
La chapelle de la Colombière est une chapelle située sur le territoire de la commune de Chalon-sur-Saône dans le département français de Saône-et-Loire et la région Bourgogne-Franche-Comté.

## Historique
La chapelle a été construite entre 1928 et 1929 à l’initiative du chanoine Maurice Dutroncy, directeur de l’école privée de la Colombière, suivant les plans des architectes Auguste Perret et Gustave Perret. Les vitraux ont été réalisés par la vitrailliste Marguerite Huré et le peintre Maurice Denis.
Elle fait l’objet d’un classement au titre des monuments historiques depuis le 27 décembre 1996.